# Squatinactis
Squatinactis é um gênero de peixe cartilaginoso que viveu durante o período Carbonífero, conhecido apenas por dois fósseis mal preservados.

## Descrição
O segundo fóssil de Squatinactis apresenta um neurocrânio esmagado, a mandíbula e brânquias mal preservadas e a coluna vertebral do peixe. Uma estimativa conta que o segundo fóssil é aproximadamente 50% menor que o primeiro fóssil.